# Erromenus tarsator
Erromenus tarsator är en stekelart som beskrevs av Aubert 1969.
Erromenus tarsator ingår i släktet Erromenus och familjen brokparasitsteklar. Inga underarter finns listade i Catalogue of Life.